# 3476 Dongguan
3476 Dongguan eller 1978 UF2 är en asteroid i huvudbältet som upptäcktes den 28 oktober 1978 av Purple Mountain-observatoriet i Nanjing, Kina. Den är uppkallad efter den kinesiska staden Dongguan.
Asteroiden har en diameter på ungefär 31 kilometer.